# رحم أحادي القرن
الرحم ذو القرن الواحد هو تشوه بالرحم وهو يسمى رحم وحيد القرن ، يبلغ حجم الرحم ذي القرن الواحد نصف حجم الرحم الطبيعي ، ولا يكون هناك سوى قناة فالوب واحدة. لقد تمّ وصفه بالرحم ذي القرن الواحد بسبب شكله. وهو يعتبر من تشوّهات الرحم النادرة جداً. ويحدث في المراحل المبكرة جداً من الحياة عندما لا ينمو النسيج الذي يشكّل الرحم بشكل صحيح

## المسببات
- يتكون الرحم بشكل طبيعي خلال نمو الجنين أو التطور الجنيني من قبل التحام قناتيي مولر.
- إذا كان أحد القنوات لا تتطور، فان واحدة فقط من قنوات مولر تساهم في تطوير الرحم.[1]
- الرحم ذو القرن الواحد امكانية حدوثه تقدر بحوالي 1/4,000.[2]

## الوجود والاحصائيات
- ظاهرة الرحم ذو القرن الواحد قد يكون هنالك نساء لديهنّ هذا التشويه ونفس الاعراض وهن لا يعلمنَّ ذلك وقد يحدث لهن الحمل الطبيعي .
- باستعراض لكتابات «ريتشمان Reichman» وآخرون, و بتحليل البياناتعلى نتيجة الحمل لدى 290 امرأة لهم رحم ذو قرن واحد 175 انجبنَّ .
- من مجموع 468 حالة حمل وجد الباحثون أن حوالي 50٪ من المرضى أنجبنَّ طفلاً حياً . و كانت معدلات تكون الحمل خارج الرحم 2.7٪, الإجهاض 34٪ , و الولادة المبكرة 20٪، في حين كان معدل سقوط ما داخل الرحم 10٪ .[2]

## الرحم ذو القرن الإضافي
- وهنالك أيضاً الرحم ذو القرن الإضافي (بالإنجليزية: Rudimentary Horn)‏ وفيه يكون هنالك قرن اضافي في الوضع المعاكس وتتعرض السيدة التي رحمها من هذا النوع أحياناً لاحتمال حدوث الحمل خارج الرحم أي في القرن الإضافي.
- الامر الذي ذو خطورة بالغة قد تودي إلى انفجار وتمزق الرحم . ففي هذة الحالات الاستئصال الجراحي يصبح ضرورة[3]

## التشخيص
- وهناك فحص الحوض وكما ان هنالك كشوفات عادة على المهبل للتأكد من انه واحد وعنق الرحم واحد. عادة ما يتم المطالبة بهذه التحريات على أساس ان هنالك مشاكل في الإنجاب.
- الموجات فوق الصوتية عبر المهبل من أهم التقنيات التشخيصية المستخدمة للتحقق من شكل الرحم .
- وكذلك التصوير بالرنين المغناطيسي تصوير بالرنين المغناطيسي
- وأيضا الموجات فوق الصوتية ثلاثية الابعاد كطريقة ممتازة لتقييم التشوهات الرحمية

.

## المخاطر
- تشوه الرحم قد يزيد احتمال تعرض المرأة لمضاعفات أثناء فترة الحمل . وهو أمر يعتمد أيضاً على نوع التشوّهات التي لديها. إذا كان لديها «الرحم ذو القرن الواحد unicornuate» ، فهي أكثر عرضة للمضاعفات أثناء الحمل أو الولادة.
- قد لا يستقر طفلها في وضعية الرأس إلى أسفل المعتادة إذا كان شكل رحمها غير عادي.
- قد تكون مؤخرته إلى أسفل في وضعية معكوسة أو مقلوبة، أو قد يكون في وضعية عرضية.

## العلاج
- المريضات الذين يعانينّ من الرحم (بالإنجليزية: unicornuate)‏ يحتاجنّ إلى عناية خاصة أثناء الحمل.
- الرحم الذي يتكون بقناة مليريان واحدة فقط قالب:أنك يظل غير مكتشف إلى أن تصبح الخصوبة ضعيفة , والمرضى بهذا النوع من الرحم يمكن ان يحملنَّ حمل طبيعي , وغالبية المشاكل عندهنّ تتعلق بالولادة المبكرة (الابتسار) وفقدان الحمل ووفاة الجنين .,[2]
- والرحم الذي يتكون بقناة مليريان واحدة فقط يكون مصحوب بمشاكل بالكلى والتي قد تشمل غياب الكلى أو وجود كلية حوضية ويحدث ذلك عند 15% من الحالات , وفي هذه الحالات يجب عمل صورة للحويضة مع حقن صبغة بالوريد intravenous pyelogram بمجرد التشخيص ,
- وسواء كانت التدخلات قبل الحمل أو مبكرا مع الحمل , مثل قطع القرن البدائي (بالإنجليزية: rudimentary horn)‏
- أو التطويق الوقائي لعنق الرحم و لم يثبت بعد أن إجراءات تطويق العنق مفيدة ,
- يكون تحسين نتائج الحمل غير مؤكد,
- ومع ذلك فإن التدخلات الحالية تقترح أن مثل هذه التدخلات قد تساعد, والنساء اللاتي يظهر عليهن تاريخ هذه الحالة يعتبرن من الحالات المعرضة لمخاطر مرتفعة عند حدوث الحمل.

.

## وصلات خارجية
- Image gallery